# 小林多喜二

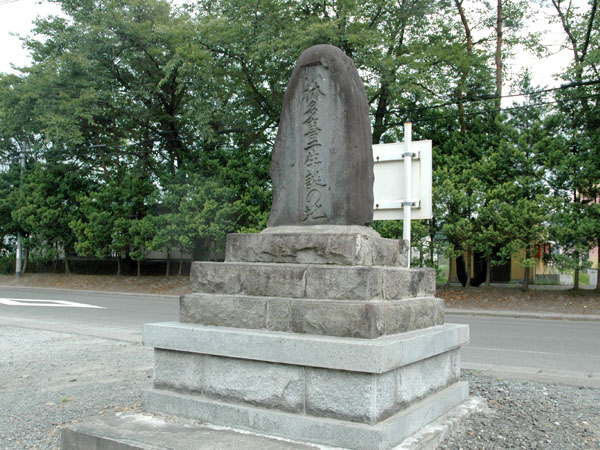
秋田縣大館市下川沿車站前誕生紀念碑

小林多喜二（1903年12月1日—1933年2月20日）是日本無產階級文學的代表作家、小說家。

## 生平[1]
小林生於日本秋田縣北秋田郡下川沿村（現在的大館市）。從小家境貧窮，4岁时全家移居北海道小樽市，在北海道小樽高等商業學校（现小樽商科大学）畢業以後，於北海道拓殖銀行工作，就职期间学习志贺直哉、有岛武郎、武者小路实笃等白樺派作家的作品，并开始创作。當時正值社會主義思想覺醒，小林多喜二在1928年组成纳普小樽支部，在1929年發表其代表作《蟹工船》一書，描写北海道渔民的斗争。以銀行聯合地主剝削農民為主題之小說《在外地主》（1929）发表，导致他于同年11月16日遭銀行開除。不久之後，小林多喜二便直接參與社會運動。
1930年移居東京专心写作。作为日本无产阶级文学作家同盟书记长，1931年10月參與当时处于非法状态的日本共產黨。小林成為無產階級作家同盟一員以後，於1933年2月20日被特高警察逮捕，送到築地警察署，当天死於刑讯。当局对外宣称死因是心脏麻痹，并阻止解剖尸体，其作品直到战后都一直列为国家禁书。在1933年遺作發表《黨生活者》。
2015年，普羅文學研究者伊藤純在其父親貴司山治（普羅文學作家）的遺物中發現一個箱子，裡面裝有十幾片攝影用的玻璃乾板；經檢視，為小林多喜二死後遺體送回家裡，其母親等親友圍在遺體旁邊的照片。

## 主要作品
- 牢房
- 東俱知安行
- 一九二八年三月十五日（1928）
- 蟹工船（1929）
- 在外地主
- 工廠黨支部
- 組織者
- 安子（原名“新女性气质”）（1931）
- 黨生活者（日语：党生活者）
- 地區的人們

## 外部連結
- 小林多喜二。研究 （页面存档备份，存于） （简体中文）
- 日本文學——小林多喜二 （简体中文）
- 小林多喜二传 （简体中文）
- 生涯年表 （页面存档备份，存于） （日語）
- 白樺文學館多喜二library （页面存档备份，存于） （日語）
- 日本青空文庫作品集 （页面存档备份，存于） （日語）